# Municipio de Marrs Hill
El municipio de Marrs Hill (en inglés: Marrs Hill Township) es un municipio ubicado en el condado de Washington en el estado estadounidense de Arkansas. En el año 2010 tenía una población de 1003 habitantes y una densidad poblacional de 18,8 personas por km².

## Geografía
El municipio de Marrs Hill se encuentra ubicado en las coordenadas 36°2′17″N 94°19′50″O / 36.03806, -94.33056. Según la Oficina del Censo de los Estados Unidos, el municipio tiene una superficie total de 53.35 km², de la cual 52,86 km² corresponden a tierra firme y (0,93 %) 0,49 km² es agua.

## Demografía
Según el censo de 2010, había 1003 personas residiendo en el municipio de Marrs Hill. La densidad de población era de 18,8 hab./km². De los 1003 habitantes, el municipio de Marrs Hill estaba compuesto por el 93,12 % blancos, el 0,9 % eran afroamericanos, el 1,6 % eran amerindios, el 1,4 % eran asiáticos, el 1,6 % eran de otras razas y el 1,4 % eran de una mezcla de razas. Del total de la población el 3,59 % eran hispanos o latinos de cualquier raza.